# チャンドラセカール賞
チャンドラセカール賞（Subramanyan Chandrasekhar Prize of Plasma Physics）は、ノーベル物理学賞を受賞したインド生まれのアメリカの天体物理学者であるスブラマニアン・チャンドラセカールの名を冠した、プラズマ物理学の顕著な進歩に貢献した研究者に贈る賞として、アジア・太平洋物理学会連合(AAPPS)プラズマ物理部門が2014年に設立。
授賞候補者は、アジア太平洋地区から推薦される。

## 受賞者
- 第1回 2014年
一丸節夫 （東京大学名誉教授）
授賞理由 - 「強結合プラズマ理論の構築と適用に関する貢献」 (PDF)
- 第2回 2015年
プレディマン・カウ（英語版） （インドプラズマ研究所教授）
授賞理由 - 「レーザーとプラズマ相互作用、強結合ダストプラズマ、および磁場核融合装置における乱流と非線形効果に関する独創的な業績」 (PDF)
- 第3回 2016年
ドナルド・ブレア・メルローズ（英語版）　（シドニー大学名誉教授）
授賞理由 - 「天文物理でのコヒーレント放出、宇宙プラズマ現象、量子プラズマ理論に関する独創的な業績」 (PDF)
- 第4回 2017年
C.Z.チェング（台湾国立成功大学）、L.C.リー（英語版）（台湾中央研究院）[1]
授賞理由 - 宇宙空間プラズマ物理研究での成果
- 第5回 2018年
田島俊樹（カリフォルニア大学アーバイン校）[2]
授賞理由 - プラズマ物理学への幅広い貢献
- 第6回 2019年
Liu Chen（浙江大学）
授賞理由 - 磁場核融合及び宇宙空間プラズマ物理に関する先駆的かつ独創的な理論的貢献[3]
柴田一成（京都大学大学院理学研究科附属花山天文台）
授賞理由 - 太陽及び宇宙磁気流体力学における先駆的かつ独創的な貢献[3]
- 第7回 2020年
ヒヨン・パク（韓国・蔚山（ウルサン）科学技術大学校）
授賞理由 - 核融合プラズマ診断における独創的かつ先駆的な研究を通じて、電子サイクロトロン放射イメージング（ECEI）とマイクロ波イメージング反射計（MIR）を用いた電磁流体力学不安定性と乱流揺動の前例のない高解像度イメージングを可能とし、ノコギリ波崩壊過程、周辺局在モードなどにおける新たな物理現象の豊富な発見[4]
- 第8回 2021年
ハム・タクス（韓国・ソウル国立大学）
授賞理由 - 核融合反応で発生するプラズマを炉に閉じ込めるため、ドーナツ状の強い磁場を使う技術「トカマク」に関するもの。プラズマに乱流が生じて温度が上がりにくくなる現象などの解明で、大きな成果[5]
- 第9回 2022年
アルナブ・ライ・チョウドゥリ（インド）
授賞理由 - 太陽11年黒点周期の磁束輸送ダイナモモデルの開発における重要な役割、およびこのモデルを使用した多くの太陽現象の理論的説明の提供、ならびにダイナモを基礎とした太陽黒点周期予測の最初の成功[6]
- 第10回 2023年
居田克巳（自然科学研究機構核融合科学研究所）
授賞理由 - 磁場で閉じ込めた高温プラズマ中の様々な乱流状態の実験的発見に対する先駆的な貢献[7]